# Defensa de las canteras de Adzhimushkay
La Defensa de las canteras de Adzhimushkay (en ruso: Оборона Аджимушкайских каменоломен, romanizado: Oborona Adzhimushkajskih kamenolomen) fue un episodio de la conquista de Crimea por parte de las fuerzas de la Wehrmacht en el frente Oriental durante la Segunda Guerra Mundial.

## Historia
Adzhimushkay es una pequeña villa ubicada a cinco kilómetros de Kerch, cerca de un complejo de catacumbas. Desde 1830, la zona había sido utilizada como cantera. Al inicio del siglo XX, un gigántesco complejo subterráneo había sido creado, cubriendo las catacumbas. Durante la guerra civil rusa, grupos bolcheviques los habían utilizado como escondites. Cuando los alemanes llegaron a Kerch en noviembre de 1941, un grupo de partisanos soviéticos se escondió en las catacumbas también.
El 26 de diciembre de 1941, se desembarcaron unos 40 000 soldados soviéticos en la costa oriental de Crimea, ocupando exitosamente las playas. No obstante, la falta de hombres provocó el estancamiento del frente, por lo que las fuerzas soviéticas no pudieron ocupar Crimea, como estaba planeado, aunque no cedieron terreno y desviaron recursos enemigos del sitio de Sebastopol.
Para el 8 de mayo, los soviéticos habían reunido casi 200 000 soldados en el estrecho de Kerch, preparándose para intentar recuperar Crimea de nuevo. Sin embargo, el 11.º Ejército alemán del general Erich von Manstein había planificado su propia ofensiva, que fue lanzada ese día y terminó diez días después, al atraparse los tres Ejércitos soviéticos casi completos (véase Batalla de la península de Kerch).
Para lograr evacuar a las tropas soviéticas que no habían sido evacuadas, un grupo de soldados liderado por el Coronel P.M. Yagunov fue dejado en Adzhimushkay. Este grupo reclutó a muchos soldados que huían y pronto llegaron a ser miles de defensores, aunque muchos civiles se les unieron. No pasó poco tiempo para que los defensores se dieran cuenta de los insostenible de su posición y se escondieran en las catacumbas. Unas diez mil personas entre soldados y refugiados se escondieron en el principal complejo de catacumbas, mientras que otras tres mil personas se escondieron en un segundo complejo más pequeño. El primer grupo fue liderado por Yagunov y el segundo por Povazhniy.
La escasez de suministros y agua ocasionó graves problemas de abastecimiento a los defensores soviéticos, que tuvieron que perforar sus propios pozos en las catacumbas. No obstante, se pudieron realizar exitosos ataques contra las fuerzas de la Wehrmacht en el estrecho de Kerch. Y en la noche del 8 al 9 de julio se realizó un ataque contra la guarnición alemana de Adzhimushkay, logrando expulsar a los invasores. En este ataque, falleció el Coronel Yagunov.
Aunque los defensores no podían soportar mucho tiempo en sus escondites, los alemanes no querían entrar a luchar en un lugar tan estrecho, por lo que recurrieron a utilizar explosivos y gases tóxicos. El 30 de octubre de 1942, después de 170 días de iniciar su ataque, los alemanes entraron a las catacumbas y atraparon a los 48 supervivientes. Todos los demás ya habían muerto para entonces.
En 1966 se abrió un museo en las catacumbas, y en 1982 se construyó un monumento conmemorativo en honor a los defensores y civiles muertos.

## Publicaciones
- В. А. Кондратьев. Герои Аджимушкая. М., "Молодая гвардия", 1975 - 174 стр.
- Аджимушкайские каменоломни // Советская военная энциклопедия (в 8 тт.) / под ред. Н. В. Огаркова. том 1. М.: Воениздат, 1976. стр.112-113

- Datos: Q1984212